# 奈良岳

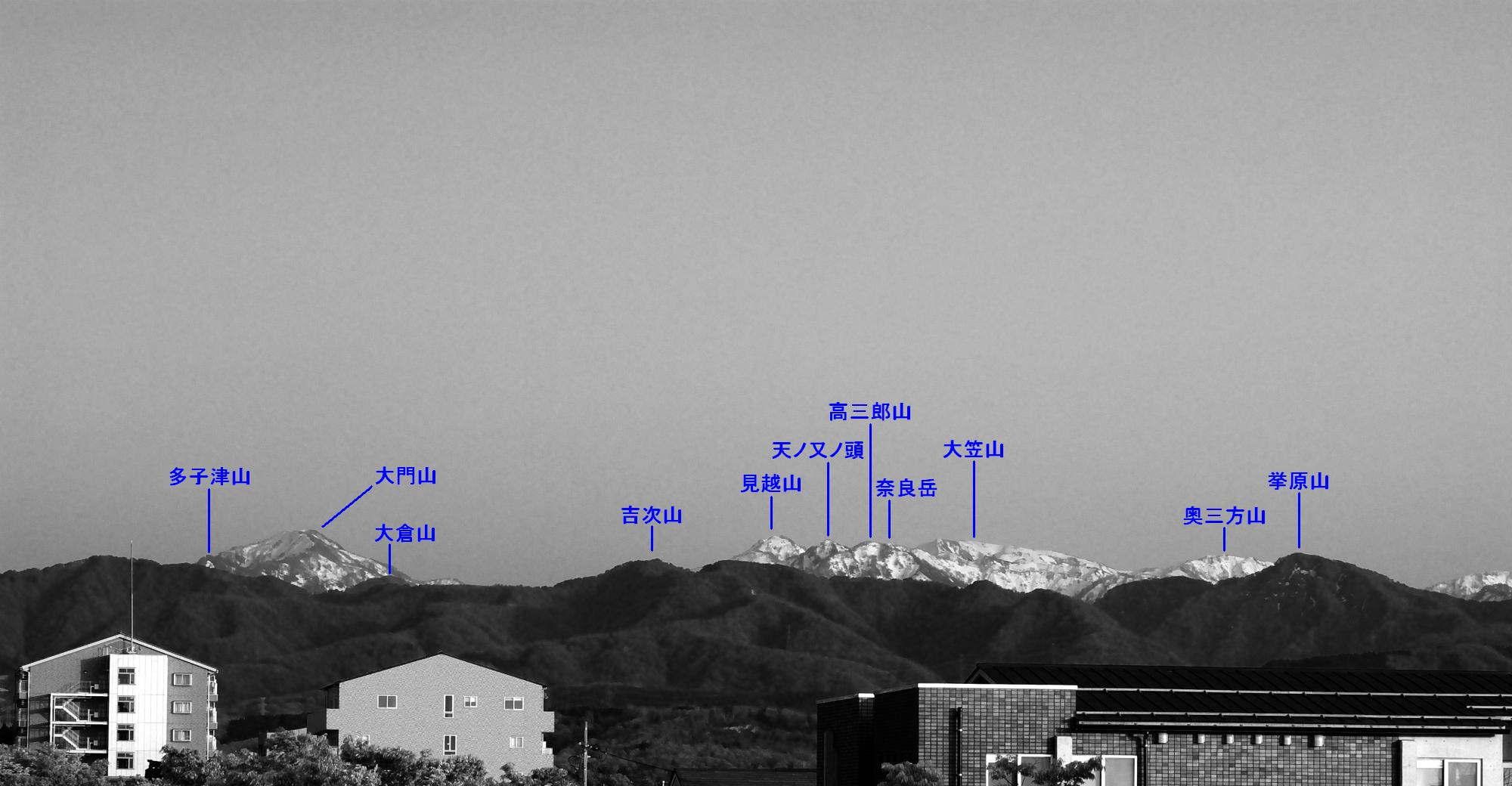
金沢の高峰群。金沢市浅野川流域より。（2009年4月）（解説無し画像）

奈良岳（ならだけ）は、石川県金沢市と白山市、富山県南砺市の3市にまたがる標高1,644mの両白山地北部の山。金沢市の最高峰であり、山頂に国土地理院の三等三角点（点名は「三方山」）が設置されている。別称、倉谷三方岳。

## 概要
金沢市の最高峰として文献等に紹介されることが多いが、金沢市の平野部からは高三郎山の影に隠れがちで、印象が薄い。
白山国立公園北端の山である。
金沢市側の山域は犀川源流石川県自然環境保全地域に指定されている。
北東は見越山に接する。西は平坦で「奈良ヶ原」と称し、奥三方（おくさんぽう）山に連なる。南は県境沿いに大笠山方面へ連なる。
三角点が置かれた頂上は小広いが、太さ10cm程度の楢の木が多いため、眺望には恵まれていない。
山域周辺の地質は、層厚数百mにおよぶ岩稲累層からなる。
新第三紀中新世の2000～1700万年前に北陸地方（の恐らく水域）で起こった激しい火山活動によるもので、安山岩質の溶岩および火山砕屑岩からなる火山岩が主体で堆積岩をはさむ。いわゆるグリーンタフの一部とされる。

## 山名の由来
山名の由来は、頂上付近に楢の木が多いため名付けられたとする説、ずんぐりとしたなだらかな台地となった頂上をナラと称したとする説及び「ならしたような平らな山」であることによるとする説がある。
天保元年（1830年）頃成立したとされる『加能越三州地理志稿』に「奈良嶽」または「奈良ヶ嶽」の名が現れている。また明治初期に成立した『皇国地誌』にも「奈良嶽」（ならがだけ）の名があり、かつては「ならがだけ」と発音していたようである。
『加能越三州地理志稿』によると、越中側からは「倉谷三方山」と呼ばれていたとのことで、それが三角点名にも反映されたものと考えられる。
『皇国地誌』等によると、奈良岳の南、大笠山との間にある山を、「瀬波山」と呼んでいた。現在の地形図に記名されていないため特定は難しいが、瀬波川水源付近にある標高1591mまたは1668mの頂が相当すると考えられる。

## 登山

### 登山ルート
各方面からの登山道がある。白山市の旧河内村側より奥三方山を経て、奈良岳まで登山道がつく。奈良岳山頂でブナオ峠から南進する県境縦走の登山道と結ばれる。県境縦走の登山道は大笠山まで続くが、境川ダム完成以来、大笠山経由の登山者が増えたようだ。整備状況によりクマザサなどのヤブが深くなっていることがある。
- ブナオ峠からのルート

富山県道54号福光上平線のブナオ峠 - 大門山分岐 - 赤摩木古山 - 見越山分岐 - 奈良岳
- 桂湖からのルート

桂湖の桂橋 - 大畠谷吊橋 - 前笈ヶ岳 - 大笠山避難小屋 - 大笠山分岐 - 奈良岳
- 金沢セイモアスキー場からのルート

金沢セイモアスキー場 - 松尾山 - 奥三方山 - 奈良岳
金沢市の最高峰でありながら、現在金沢市方面からの登山道はない。明治期の『皇国地誌』によると、「（金沢市方面からは）嶮ニシテ登ル可カラス」とある。一方昭和初期の『石川県石川郡誌』によると、「登路ニ又より大約四里十余町」とあるが、この登路とは整備された登山道とは考えられず、今日で言うバリエーションルートに相当するものであろう。
二又川方面からの、戦前の旧制第四高校学生による登嶮が今に伝えられるが、遭難事故もあった。昭和40年代、倉谷集落跡から高三郎山・見越山経由で登るルートが開設されたが、廃絶して久しいと考えられる。

### 仙人岩（仙人窟）
奈良岳の南東1kmの地点、境川の支流開津谷に臨み、巨大な岩壁が落下している。高さ200m、幅400m、緑色凝灰岩からなり、仙人岩と呼ばれている。津村淙庵が1795年（寛政7年）に著した『譚海』に、天から越中に落下した仙人岩の伝説が記載されているが、その岩かどうかは不明。1959年（昭和34年）10月、金沢大学山岳部が初登攀した記録が残されている。

## 地理

### 周辺の山

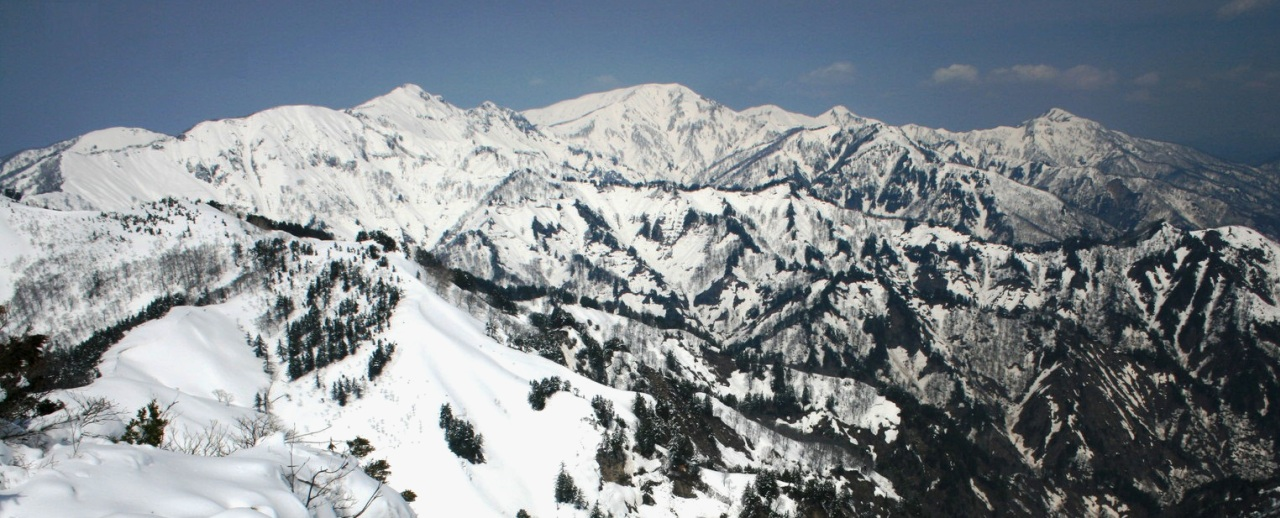
三方岩岳から望む奈良岳周辺の山

両白山地の北部の両白山地の主稜線に位置する。
| 山容 | 名称       | 標高 (m) | 三角点等級 基準点名 | 奈良岳からの 方角と距離 (km) | 備考                  |
| ---- | ---------- | -------- | ------------------- | ---------------------------- | --------------------- |
|      | 大門山     | 1,571.59 | 三等 「大門山」     | 北東 3.1                     | 日本三百名山          |
|      | 赤摩木古山 | 1,501    |                     | 北東 2.5                     | あかまっこやま 展望地 |
|      | 見越山     | 1,621    |                     | 北北東 0.9                   |                       |
|      | 奈良岳     | 1,644.33 | 三等 「三方山」     | 0                            | 金沢市の最高峰        |
|      | 大笠山     | 1,821.84 | 一等 「大笠山」     | 南 2.5                       | 日本三百名山          |
|      | 笈ヶ岳     | 1,841.35 | 三等 「笈岳」       | 南 4.9                       | 日本二百名山          |
|      | 白山       | 2,702.17 | 一等 「白山」       | 南 20.8                      | 日本百名山            |

### 源流の河川
以下が主な源流の河川で、日本海へ流れる。
- 開津谷（南砺市側、庄川水系の境川の支流で、上流部に魚止滝がある。）
- 二又川（金沢市側、上流部に犀滝があり、二又川を経て倉谷川と合流して犀川となる。）
- 瀬波川（白山市側、手取川の支流）